# Baldovino IV di Gerusalemme
Baldovino IV d'Angiò, detto il Lebbroso o il Re Lebbroso (in latino: Balduinus; in francese: Baudouin; Gerusalemme, 1161 – Gerusalemme, 16 marzo 1185), fu re di Gerusalemme dal 1174 al 1185, dal 1183 in co-regno con il giovanissimo nipote Baldovino V. Durante il suo regno si raggiunse quell'unificazione tra la Siria e l'Egitto che il padre Amalrico I aveva cercato d'impedire.

## Biografia

### La giovinezza
Figlio di Amalrico I di Gerusalemme e Agnese di Courtenay, Baldovino trascorse la giovinezza alla corte del padre, a Gerusalemme, ed ebbe pochi contatti con la madre, titolare della Contea di Giaffa e Ascalona e più tardi Signora di Sidone. La coppia era stata costretta ad annullare il matrimonio nel 1164 a causa di un vizio di consanguineità sollevato dalla Chiesa e avallato dai nobili ostili ad Agnese. Amalrico ottenne comunque il riconoscimento della legittimità dei figli nati da quell'unione - Baldovino e la sorella maggiore Sibilla - che furono dichiarati suoi eredi diretti.
L'educazione di Baldovino IV fu affidata a Guglielmo di Tiro, che poi divenne anche Arcivescovo di Tiro e cancelliere del Regno. Fu proprio Guglielmo a notare per primo, durante l'infanzia di Baldovino, che il giovane principe non sentiva dolore quando gli si pizzicava il braccio destro. In un primo tempo pensò ad un'accentuata capacità di resistenza al dolore, poi condusse alcuni esami e scoprì che il braccio e la mano destra erano in parte paralizzati. Solo nell'età della pubertà fu possibile effettuare la diagnosi di lebbra, e in quegli anni il decorso della malattia subì un'impressionante accelerazione, degenerando nella forma lepromatosa, la più devastante.

### Re di Gerusalemme
Il re Amalrico morì nel 1174 e il ragazzo venne incoronato re il 15 luglio, all'età di tredici anni. Durante la minore età, la reggenza venne affidata dapprima a Milo di Plancy (ma in maniera non ufficiale), poi a Raimondo III di Tripoli, cugino del padre. Nel 1175 venne stipulato un trattato di pace con Saladino.
A causa della sua malattia, nessuno si aspettava che Baldovino potesse regnare a lungo, e tanto meno che potesse avere un erede. I cortigiani e i nobili si impegnarono quindi per ottenere favore e influenza presso gli eredi presunti di Baldovino - la sorella Sibilla e la sorellastra Isabella.
Sibilla era stata affidata alla prozia Ivetta di Betania (sorella più giovane della nonna di Baldovino, la regina Melisenda), che l'aveva cresciuta nel convento di San Lazzaro, mentre Isabella risiedeva a Nablus, alla corte della madre Maria Comnena.
In questi anni, Raimondo di Tripoli, dietro suggerimento dello stesso re, avviò negoziati per il matrimonio fra la principessa Sibilla e Guglielmo di Monferrato, cugino sia di Luigi VII di Francia che dell'Imperatore Federico Barbarossa. La scelta fu motivata dunque dalla possibilità di chiedere aiuti militari dall'esterno in caso di necessità. Guglielmo giunse in Terrasanta all'inizio di ottobre, e al momento del matrimonio venne nominato Conte di Giaffa e Ascalona. La speranza era che potesse reggere le sorti del Regno qualora la malattia di Baldovino si fosse aggravata, e successivamente succedergli per via dei diritti acquisiti dalla moglie Sibilla.

### Contro Saladino

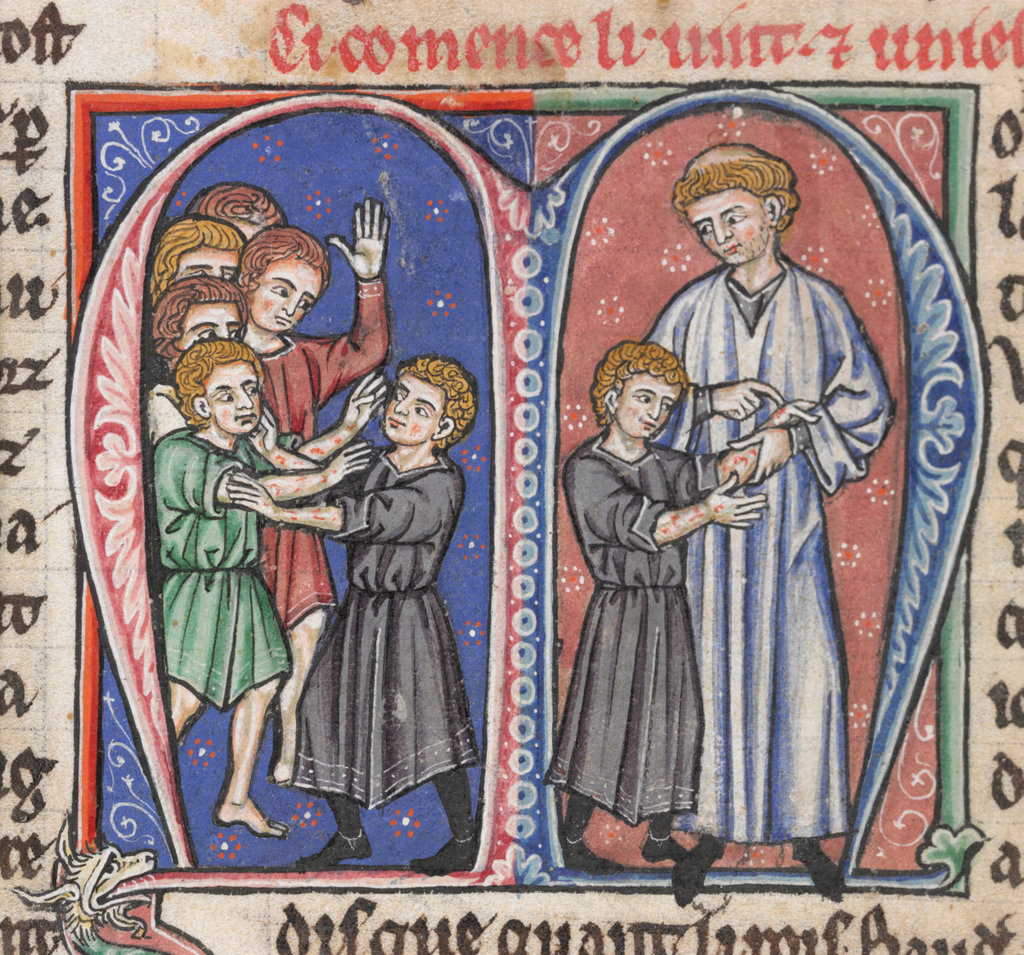
Guglielmo di Tiro riconosce la malattia del re

La reggenza di Raimondo terminò due anni dopo l'incoronazione, quando il giovane re raggiunse la maggiore età. Appena quattordicenne, non ancora logorato dal male che lo affliggeva, Baldovino compì le sue prime azioni militari: ignorò il trattato di pace stipulato dal Reggente con Saladino e compì delle incursioni nel territorio di Damasco e nella valle della Beqāʿ (la cristiana Buqaya). Le truppe cristiane poterono avere il primo assaggio delle doti di condottiero del giovane sovrano.
Poco dopo, Baldovino avviò i preparativi di un attacco al cuore del dominio di Saladino, l'Egitto. Lo spingevano in questa direzione le pressioni dei Bizantini, che pretendevano da lui il rispetto degli accordi stipulati dal defunto Amalrico: un'alleanza fra cristiani – anche se di rito differente – contro il nemico comune.
Baldovino inviò a Costantinopoli Rinaldo di Châtillon, già principe di Antiochia per via del suo matrimonio con Costanza d'Antiochia, cugina di Amalrico I. Il suo compito era quello di ottenere sostegno navale per un'invasione dell'Egitto da parte dell'imperatore Manuele Comneno. Rinaldo era stato rilasciato da poco dalla prigionia di Aleppo, durata ben 16 anni, dopo che lo stesso Manuele aveva pagato il suo riscatto. Rinaldo era infatti patrigno dell'imperatrice, Maria d'Antiochia.
A sua volta, il basiléus aveva interesse al ripristino della gerarchia ortodossa in Terrasanta, e organizzò il matrimonio fra Boemondo III d'Antiochia e la sua bisnipote Teodora Comnena, sorella della Regina vedova Maria.
Rinaldo tornò quindi a Gerusalemme all'inizio del 1177 e Baldovino lo ricompensò per i suoi servigi dandogli in moglie Stefania di Milly, che recava in eredità i feudi di Kerak e dell'Oltregiordano.
Baldovino voleva che Rinaldo e Guglielmo del Monferrato collaborassero nella difesa della parte meridionale del Regno. In giugno, però, Guglielmo morì ad Ascalona, dopo alcune settimane di malattia, lasciando Sibilla vedova e incinta del futuro Baldovino V.
In agosto il cugino del re, Filippo di Fiandra, arrivò a Gerusalemme come crociato, chiedendo di far sposare le sorelle di Baldovino a suoi vassalli. Filippo era il più diretto parente vivente di Baldovino in linea paterna e sosteneva di godere di maggiore autorità rispetto al reggente Raimondo, in quanto nipote di Folco V d'Angiò e dunque cugino di primo grado di Baldovino; Raimondo, nipote di Melisenda, era invece cugino di primo grado di Amalrico e quindi di secondo grado di Baldovino. L'Alta Corte si oppose fermamente e uno dei suoi membri più autorevoli, Baldovino di Ibelin, arrivò ad insultare in pubblico Filippo. Offeso, quest'ultimo lasciò Gerusalemme, mettendosi al servizio del Principato di Antiochia. Gli Ibelin, oltre ad essere a capo di uno dei partiti forti del regno, erano alleati della regina vedova Maria ed è possibile che l'azione di Baldovino di Ibelin fosse stata pianificata. Egli stesso nutriva infatti speranze di sposare la principessa Sibilla, alla quale, secondo Ernoul, lo legava un forte sentimento amoroso.

### Il trionfo di Montgisard

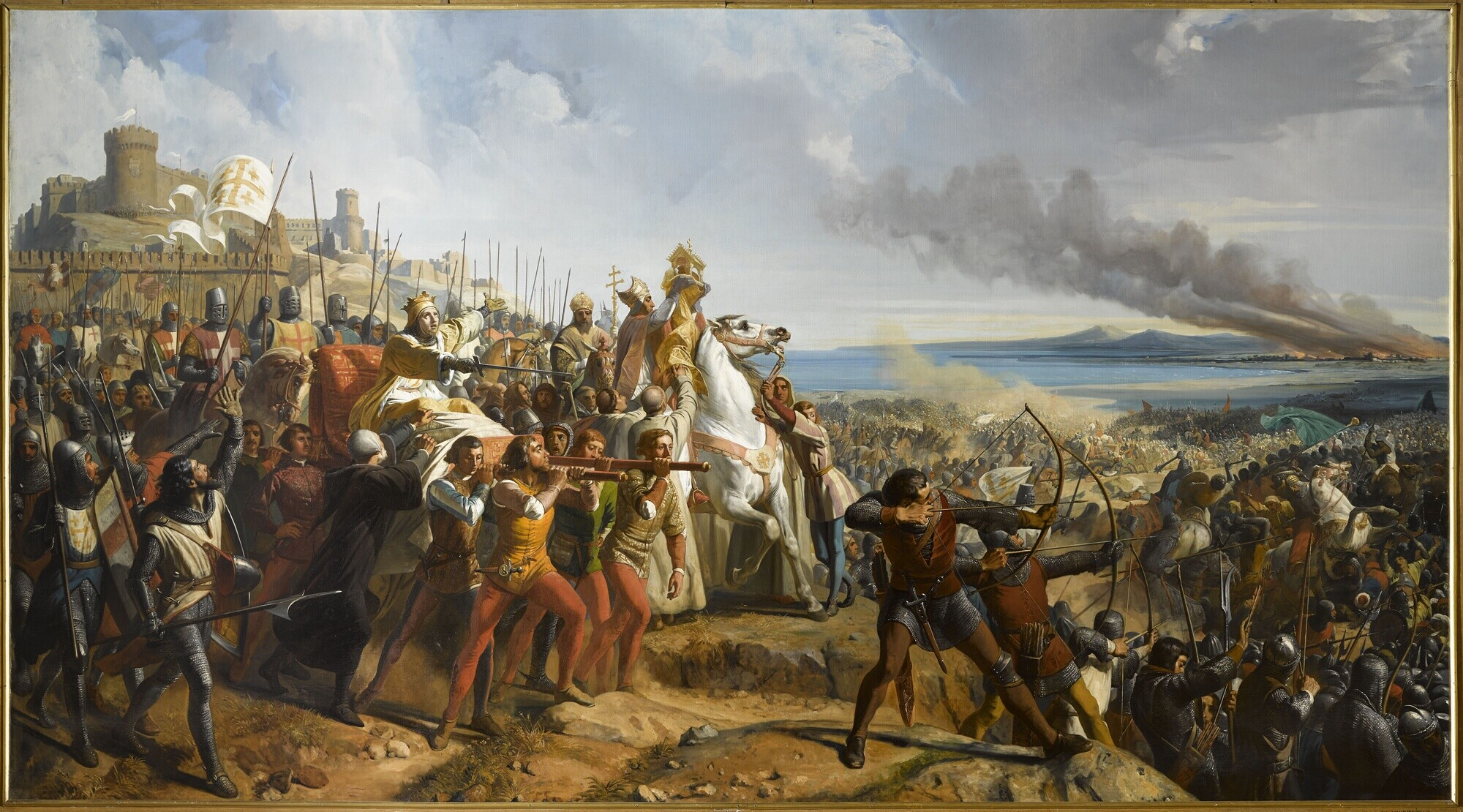
La battaglia di Montgisard in un dipinto di Charles-Philippe Larivière, 1842 - Sala dei Crociati, Reggia di Versailles

Con l'abbandono del regno da parte di Filippo di Fiandra, gli accordi coi Bizantini saltarono e la spedizione in Egitto subì ulteriori ritardi. Saladino ne approfittò per muovere dal Cairo con un imponente esercito di circa 26.000 uomini, diretto verso la piazzaforte templare di Gaza. Non potendo più delegare ad altri il comando delle operazioni militari, Baldovino, sedicenne e malato, si mise a capo di un esercito di appena 1.400 soldati e si chiuse ad Ascalona in attesa del nemico.
Ormai certo della vittoria, Saladino disperse parte delle sue milizie nelle regioni meridionali del regno, con l'ordine di seminare il terrore con incendi e razzie. A Gerusalemme, difesa da un pugno di uomini, si diffuse il panico. Anziché assediare il re ad Ascalona e puntare poi sulla Città Santa, Saladino proseguì verso il cuore del regno senza dare battaglia, in attesa che Baldovino IV schierasse le sue difese per uno scontro decisivo. 

Baldovino mosse da Ascalona all'inseguimento del nemico, che il 25 novembre fu colto di sorpresa presso la fortezza di Montgisard. La battaglia fu un trionfo per i cristiani, che travolsero l'esercito musulmano e furono a un passo dall'uccidere lo stesso sultano. Al suo ritorno, Baldovino fu acclamato con gioia da tutta Gerusalemme.
In quello stesso anno, Baldovino consentì alla matrigna Maria Comnena di sposare Baliano di Ibelin: un gesto di buona volontà verso gli Ibelin che però comportava dei rischi, visto il potere e le ambizioni di quella famiglia. Con l'appoggio di Maria, gli Ibelin infatti tentarono subito di imporre il matrimonio di Sibilla e Isabella con membri della loro famiglia. D'altra parte, la complessa questione della successione non era stata ancora risolta.

### La sconfitta di Marjayoun
Nel 1179 il re soffrì alcune sconfitte militari nel nord. Il 10 aprile, mentre conduceva una razzia su Banyas, fu sorpreso dal nipote di Saladino, Farruch Shah. Per salvare il re, il connestabile del Regno Umfredo II di Toron, unanimemente rispettato a Gerusalemme, fu ferito gravemente e morì poco dopo.
Il 10 giugno, in risposta a delle scorrerie di cavalieri vicino a Sidone, Baldovino radunò un esercito, con l'aiuto di Raimondo di Tripoli e del Gran Maestro dei Templari Oddone di Saint-Amand, e lo condusse a Marj ʿUyūn. Qui l'esercito franco sconfisse i cavalieri che stavano guadando il fiume Leonte, ma vennero intercettati dal grosso delle forze di Saladino. Durante la battaglia di Marjayoun Baldovino venne disarcionato e, impossibilitato a rimontare a cavallo senza aiuto, fu allontanato dalla battaglia portato a schiena da un cavaliere della sua guardia personale, mentre gli altri si facevano strada nella mischia. Il conte Raimondo fuggì a Tiro mentre il patrigno del re, Reginaldo di Sidone, riuscì a raccogliere molti dei fuggitivi.
Tuttavia, il Gran Maestro, Baliano di Ibelin e Ugo di Tiberiade, figliastro di Raimondo di Tripoli, furono fatti prigionieri dai musulmani. In agosto, il castello del Guado di Giacobbe, ancora in costruzione, cadde nelle mani di Saladino dopo un breve assedio. Metà della sua guarnigione, composta da Templari, venne massacrata. La sconfitta annullava di fatto i vantaggi ottenuti sul campo di Montgisard.
Quale fosse la considerazione di cui Baldovino godeva fra i popolani musulmani si può desumere dagli scritti del viaggiatore Ibn Jubayr: Baldovino era chiamato al-khinzīr ("il porco"), e sua madre Agnese al-khinzīra ("la scrofa", o anche "la troia"). Ma d'altra parte, Agnese di Courtenay non aveva mai riscosso simpatie nemmeno in patria.

### Baldovino e Guido di Lusignano
La domenica di Pasqua del 1180 Baldovino IV diede Sibilla in sposa a Guido di Lusignano, fratello del connestabile Amalrico di Lusignano. Secondo gli storici dell'epoca, questo secondo matrimonio di Sibilla fu in realtà combinato dalla madre del re, della quale sembra che Amalrico fosse amante. È innegabile che, con l'ascesa al trono di Baldovino, la ripudiata Agnese avesse ripreso un posto di spicco nella corte del figlio e che la sua indole fosse alquanto incline all'intrigo. Tuttavia, Bernard Hamilton sostiene che questa visione sposa in maniera acritica le posizioni personali di Guglielmo di Tiro e della famiglia Ibelin.
Il progetto di sposare Sibilla a Ugo III di Borgogna era fallito e pare che Raimondo di Tripoli avesse tentato di darla in moglie a Baldovino di Ibelin per motivi politici. Trovare un consorte straniero per Sibilla era un'esigenza vitale per il regno, poiché avrebbe aperto la possibilità di ricevere aiuti dall'estero. Da questo punto di vista, Guido poteva essere un utile cognato, sia per i suoi legami con Filippo II di Francia (all'epoca solo un ragazzo) che per quelli con Enrico II di Inghilterra - il quale, peraltro, aveva promesso a Papa Alessandro III un pellegrinaggio in Terrasanta per espiare l'uccisione di Tommaso Becket.

La stessa Sibilla, scrive Guglielmo di Tiro, era perdutamente innamorata di Guido, il quale però non aveva nessuna delle qualità che Baldovino si attendeva da un suo possibile erede. Questa scelta si rivelerà in effetti del tutto sbagliata e avrà conseguenze devastanti per il futuro del regno.
Nello stesso periodo, Baldovino organizzò anche il fidanzamento della sorellastra Isabella, una bambina di appena otto anni, con Umfredo IV di Toron, ripagando così il debito d'onore che aveva verso il nonno di Umfredo, il connestabile che gli aveva salvato la vita a Banyas. Oltretutto, questa mossa sottraeva Isabella al controllo della madre e della fazione degli Ibelin, ponendo la principessa sotto la tutela di Stefania di Milly, madre dello sposo, e del marito di lei Rinaldo di Châtillon.
Guido aveva già stabilito buoni rapporti con Rinaldo, che approfittava della sua posizione di forza a Kerak per attaccare il traffico di carovane fra l'Egitto e Damasco. Dopo una ripresa delle ostilità da parte di Saladino nel 1182, Baldovino, ormai cieco e incapace di camminare, nominò Guido reggente del Regno.

### L'assedio di Kerak
L'incarico non durò a lungo: già nel 1183, Baldovino era esasperato dall'inettitudine del cognato, che rischiava di mettere in serio pericolo la stabilità del regno. La mediocrità del Lusignano era emersa in tutta evidenza nel novembre di quell'anno, in occasione di un'improvvisa sortita del sultano curdo. Il giorno stesso delle nozze di Isabella e Unfredo, celebrate a Kerak, Saladino attaccò il castello e lo mise sotto assedio, con tutti gli ospiti - fra cui Guido - al suo interno. Baldovino, nonostante la sua condizione, riuscì a raccogliere una forza militare sufficiente a spezzare l'assedio, ma Guido si rifiutò di attaccare Saladino, le cui truppe poterono ritirarsi indisturbate. Baldovino non poteva tollerare questo atteggiamento inconcludente e depose Guido dalla reggenza. La sua collera lo spinse anche a valutare le possibilità di un annullamento ecclesiastico del matrimonio con la sorella, sulla scorta di quanto già successo ai suoi genitori vent'anni prima. Caduto dalle grazie del re, Guido si ritirò ad Ascalona con sua moglie Sibilla.

### Il regno con Baldovino V e la morte

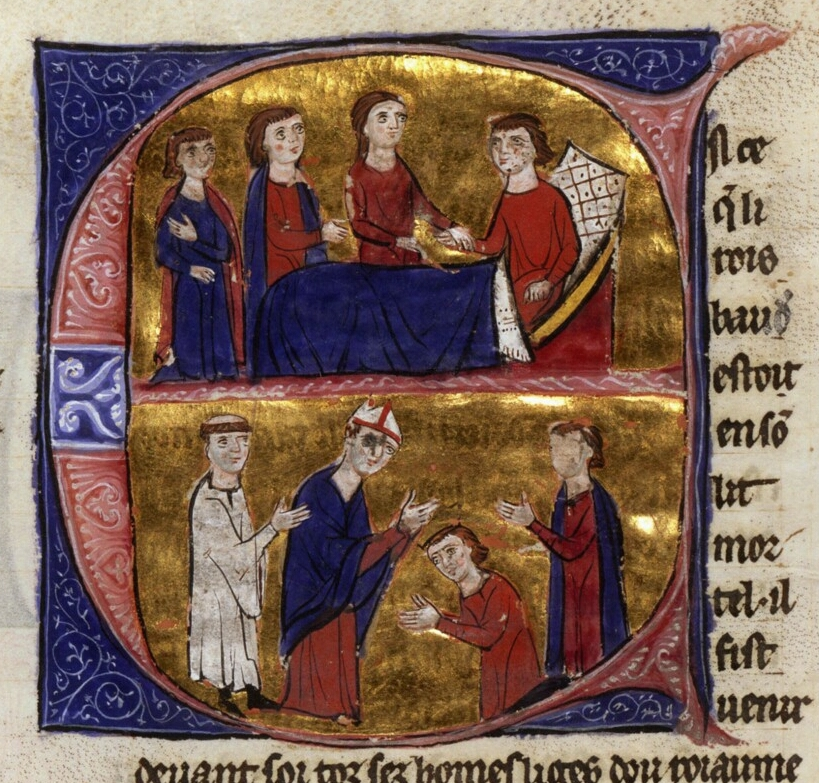
Morte di Baldovino IV (sopra) ed incoronazione di Baldovino V.
Da un manoscritto della Historia di Guglielmo di Tiro e dei suoi "continuatori" in antico francese, dipinto in San Giovanni d'Acri nel XIII secolo, ora conservato nella Biblioteca nazionale di Francia.

Sembra però che Baldovino non serbasse rancore verso la sorella. Tuttavia, per il bene del trono, decise di escluderla dalla successione, nominando proprio erede e successore il nipote Baldovino del Monferrato, un bambino di cinque anni. Tutti i grandi baroni del regno, compresi gli Ibelin, approvarono la nomina. La reggenza, in caso di morte di Baldovino IV, sarebbe andata ancora una volta a Raimondo di Tripoli. Il 20 novembre 1183 il figlio di Sibilla venne nominato co-reggente con il nome di Baldovino V e incoronato in una solenne cerimonia nella Chiesa del Santo Sepolcro.
Nei primi mesi del 1184, Baldovino IV tentò di far annullare il matrimonio fra Sibilla e Guido, ma senza esito: la coppia rimase ad Ascalona e non si presentò all'udienza, vanificando i tentativi del sovrano. Le imprudenze di Rinaldo di Chatillon, la spedizione in soccorso di Kerak e i guai dinastici avevano considerevolmente indebolito Baldovino, ridotto ormai allo stremo delle forze. Il 16 marzo 1185, a 24 anni, il re lebbroso morì a Gerusalemme, solo pochi mesi dopo la morte della madre Agnese ad Acri. Aveva regnato per quasi undici anni.
Benché spesso sofferente per i sintomi della lebbra, più volte affiancato da vari reggenti, Baldovino fu re di Gerusalemme molto più a lungo di quanto tutti si aspettassero. Secondo i suoi desideri, Baldovino V gli successe sul trono, con Raimondo di Tripoli a fare da reggente. Ma appena un anno dopo, anche il re-bambino morì e Sibilla ascese al trono insieme a Guido di Lusignano, colui che sarà il primo responsabile del disastro di Hattin. La battaglia di Baldovino per la salvezza di Gerusalemme era perduta.

## Arte, letteratura e cinema
Le illustrazioni nei manoscritti di Guglielmo di Tiro e di Ernoul, databili fra il XIII e il XIV secolo, danno scarse indicazioni sulla malattia di Baldovino. Lo troviamo rappresentato in un dipinto di epoca romantica sulla battaglia di Montgisard, opera di Charles-Philippe Larivière, nella Sala dei Crociati a Versailles. L'opera, datata 1842, lo raffigura trasportato in lettiga, a volto scoperto e senza cicatrici, con una spada nella mano destra. In realtà, all'epoca di Montgisard Baldovino era ancora in grado di combattere a cavallo, e usava la spada con la sinistra, dato che la mano e il braccio destro erano stati attaccati per primi dalla lebbra.
Baldovino compare in numerosi romanzi e racconti. Ricordiamo fra questi
- Zofia Kossak Szczucka, Król trędowaty (Il Re lebbroso)
- Manuel Mujica-Lainez, The Wandering Unicorn (L'unicorno vagante)
- Cecelia Holland, Jerusalem (Gerusalemme).

In queste ed altre opere, Baldovino è rappresentato sempre fra i personaggi "positivi", "eroici". Un recente romanzo statunitense per bambini, Il re crociato di Susan Peek.
Troviamo Baldovino anche in alcuni fumetti, fra cui La stella di porpora di Serge Dalens (pubblicato anche con il titolo di Baldovino IV di Gerusalemme), e nella serie Silfano di Rochefort di Michel Bom e Thierry Cayman.
Un'altra versione molto romanzata della figura di Baldovino è quella proposta dal film di Ridley Scott Le crociate - Kingdom of Heaven del 2005, nell'interpretazione di Edward Norton. Benché la resa drammatica sia fedele al personaggio storico, molte sono le licenze. Fra l'altro, verso gli ultimi anni di vita Baldovino era molto più sofferente di quanto non appaia nel film (essendo ormai cieco e impossibilitato a camminare) e la maschera che il personaggio porta nel film per nascondere la propria deformità non ha riscontro storico: un'invenzione dello sceneggiatore William Monahan. La pellicola dipinge inoltre Baldovino come un sovrano amante della pace, laddove il personaggio storico era essenzialmente un giovane ed energico re guerriero.
Non risultano rappresentazioni artistiche di Baldovino fedeli alla ricerca storica più accurata.

## Ascendenza
|                             |                      |                                          | Genitori               |  |  | Nonni |  |  | Bisnonni         |  |  | Trisnonni               |  |
|                             |                      |                                          |                        |  |  |       |  |  | Folco IV d'Angiò |  |  | Goffredo II di Gâtinais |  |
|                             |                      |                                          |                        |  |  |       |  |  | Folco IV d'Angiò |  |  | Goffredo II di Gâtinais |  |
|                             |                      | Ermengarde d'Angiò, duchessa di Borgogna |                        |  |  |       |  |  | Folco IV d'Angiò |  |  |                         |  |
| Folco V d'Angiò             |                      |                                          |                        |  |  |       |  |  | Folco IV d'Angiò |  |  |                         |  |
|                             |                      | Bertrada di Montfort                     | Simon I di Montfort    |  |  |       |  |  |                  |  |  |                         |  |
|                             |                      | Bertrada di Montfort                     | Simon I di Montfort    |  |  |       |  |  |                  |  |  |                         |  |
|                             |                      | Bertrada di Montfort                     | Agnese d'Évreux        |  |  |       |  |  |                  |  |  |                         |  |
| Amalrico I di Gerusalemme   |                      | Bertrada di Montfort                     |                        |  |  |       |  |  |                  |  |  |                         |  |
|                             |                      | Baldovino II di Gerusalemme              | Ugo I di Rethel        |  |  |       |  |  |                  |  |  |                         |  |
|                             |                      | Baldovino II di Gerusalemme              | Ugo I di Rethel        |  |  |       |  |  |                  |  |  |                         |  |
|                             |                      | Baldovino II di Gerusalemme              | Melisende di Montlhéry |  |  |       |  |  |                  |  |  |                         |  |
| Melisenda di Gerusalemme    |                      | Baldovino II di Gerusalemme              |                        |  |  |       |  |  |                  |  |  |                         |  |
|                             |                      | Morfia di Melitene                       | Gabriele di Melitene   |  |  |       |  |  |                  |  |  |                         |  |
|                             |                      | Morfia di Melitene                       | Gabriele di Melitene   |  |  |       |  |  |                  |  |  |                         |  |
|                             |                      | Morfia di Melitene                       | …                      |  |  |       |  |  |                  |  |  |                         |  |
| Baldovino IV di Gerusalemme |                      | Morfia di Melitene                       |                        |  |  |       |  |  |                  |  |  |                         |  |
|                             | Joscelin I di Edessa | Joscelin di Courtenay                    |                        |  |  |       |  |  |                  |  |  |                         |  |
|                             | Joscelin I di Edessa | Joscelin di Courtenay                    |                        |  |  |       |  |  |                  |  |  |                         |  |
|                             | Joscelin I di Edessa | Isabella di Montlhery                    |                        |  |  |       |  |  |                  |  |  |                         |  |
| Joscelin II di Edessa       | Joscelin I di Edessa |                                          |                        |  |  |       |  |  |                  |  |  |                         |  |
|                             |                      | Beatrice d'Armenia                       | Costantino I d'Armenia |  |  |       |  |  |                  |  |  |                         |  |
|                             |                      | Beatrice d'Armenia                       | Costantino I d'Armenia |  |  |       |  |  |                  |  |  |                         |  |
|                             |                      | Beatrice d'Armenia                       | …                      |  |  |       |  |  |                  |  |  |                         |  |
| Agnese di Courtenay         |                      | Beatrice d'Armenia                       |                        |  |  |       |  |  |                  |  |  |                         |  |
|                             |                      | …                                        | …                      |  |  |       |  |  |                  |  |  |                         |  |
|                             |                      | …                                        | …                      |  |  |       |  |  |                  |  |  |                         |  |
|                             |                      | …                                        | …                      |  |  |       |  |  |                  |  |  |                         |  |
| Beatrice di Saona           |                      | …                                        |                        |  |  |       |  |  |                  |  |  |                         |  |
|                             |                      | …                                        | …                      |  |  |       |  |  |                  |  |  |                         |  |
|                             |                      | …                                        | …                      |  |  |       |  |  |                  |  |  |                         |  |
|                             |                      | …                                        | …                      |  |  |       |  |  |                  |  |  |                         |  |
|                             |                      | …                                        |                        |  |  |       |  |  |                  |  |  |                         |  |